# Hjärtlanda
Hjärtlanda är en kyrkby i Hjärtlanda socken i Sävsjö kommun i Småland.
I byn finns Hjärtlanda kyrka, ingående i de så kallade Njudungskyrkorna, en samling kyrkor från 1100-talet byggda i likartad stil. 
Namnet Hjärtlanda anses komma från "hjortarnas land", en namnkombination som vittnar om att bygden är gammal, eftersom namn med land eller landa kommer från folkvandringstiden på 400-500-talen. Landskapet är öppet med böljande kullar och aktiva jordbruk. Hjärtlanda har en sedan år 2000 återkommande medeltidsfestival.

## Riksintresse
Centrala delen i byn är avsatt som riksintresse för kulturbygd, med tanke på det öppna böljande landskapet och gårdarnas utspridda läge. I byn förekommer riklig mängd av orkidéer och andra rara örter.